# Esodo dei Cheyenne settentrionali
Circa 300 Cheyenne settentrionali, al comando di Ohkohmgache (Piccolo Lupo) e Tahmelepashme (Stella del Mattino, Coltello Spuntato), furono protagonisti di un'epica fuga dalla riserva di Fort Sill, nell'Oklahoma, per tornare nelle terre dello Wyoming e il bacino del Tongue River, percorrendo tra il settembre e il dicembre 1878 un cammino di 1.500 miglia eludendo la caccia di oltre 10.000 militari e 6.000 volontari civili; separatisi i due capi coi rispettivi seguaci, Ohkohmgache e i suoi proseguirono verso il Tongue River, mentre Tahmelepashme e i suoi si diressero verso la riserva Oglala Teton Dakota. Il 23 ottobre, a due giorni di cammino da Fort Robinson, la gente di Tahmelepashme fu accerchiata dai militari e condotta al forte, dove giunse il 25 ottobre, presa in custodia dalla guarnigione del cap. Heinrich Wessels. Giunto l'ordine di ricondurre gli Cheyenne nell'Indian Territory dell'Oklahoma, i prigionieri si ribellarono con le poche armi disponibili, tentando la fuga nei boschi innevati con temperature pari a -10°: quelli che non furono catturati (78) o uccisi dai militari nei giorni seguenti morirono di freddo e di stenti, e soltanto sette superstiti (di 149 precedentemente rinchiusi a Fort Robinson), compreso Tahmelepashme, riuscirono a raggiungere Ohkohmgache e la sua gente sul Tongue River, dove infine gli fu concesso di stabilirsi.
Il film Il grande sentiero (Cheyenne Autumn) – film del 1964 diretto da John Ford è ispirato a questi fatti.
| Controllo di autorità | LCCN (EN) sh85023190 · J9U (EN, HE) 987007285682605171 |